# Pseudocellus barberi
Pour les articles homonymes, voir Barberi.
Espèce
Synonymes
- Cryptocellus barberi Ewing, 1929

Pseudocellus barberi est une espèce de ricinules de la famille des Ricinoididae.

## Distribution
Cette espèce se rencontre au Guatemala et au Honduras.

## Description
La femelle subadulte holotype mesure 4,5 mm.

## Publication originale
- Ewing, 1929 : A synopsis of the American arachnids of the primitive order Ricinulei. Annals of the Entomological Society of America, vol. 22, no 4, p. 583–600.